# Allium calabrum
Allium calabrum là một loài thực vật có hoa trong họ Amaryllidaceae. Loài này được (N.Terracc.) Brullo, Pavone & Salmeri mô tả khoa học đầu tiên năm 1994.